# Храм Рождества Христова (Лебяжье)
Храм Рождества Христова — православный храм в c. Лебяжье Ульяновской области, Мелекесской епархии Симбирской митрополии Русской православной церкви. С 2014 года — памятник градостроительства и архитектуры РФ.

## История
Первая деревянная церковь во имя Рождества Христова в Лебяжьем была построена в 1745 году на средства прихожан. В 1846—1847 гг. церковь была перестроена на каменном фундаменте и вновь освящена 05.06.1848 году.
В 1897 году принимается решение о строительстве нового каменного храма Рождества Христова вместимостью более 1000 человек. Церковь было предложено поставить «кораблём» — вытянуть по одной оси с востока на запад алтарь, собственно храм, трапезную и колокольню, кроме того к храмовой части сделать два боковых придела. В 1902 году проект был утверждён строительным отделением Самарского правления. Техническое наблюдение «за работами» на церкви принял на себя Самарский Епархиальный архитектор Тадеуш Северинович Хилинский.
Каменный Христорождественский храм был заложен в с. Лебяжье 21.07.1902 году в нескольких метрах от старой деревянной церкви. 20.08.1906 года новый храм был построен, а 14.12.1908 года освящён.
В 1930 году храм был закрыт. В нём в разное время был склад зерна, химикатов, горючего.
В 1989 году храм был возрождён и на Ильин день 2 августа была проведена первая служба.
Распоряжением Главы администрации Ульяновской области от 29.07.1999 г. № 959-р «Ансамбль Христорождественской церкви: Церковь; Здание сторожки (церковно-приходская школа); Здание земской школы» включён в список выявленных объектов культурного наследия (памятников истории и культуры). Постановлением Правительства Ульяновской области «О включении выявленных объектов культурного наследия в единый государственный реестр объектов культурного наследия (памятников истории и культуры) народов Российской Федерации» № 253-П от 25.06.2014 года, Ансамбль Христорождественской церкви включён в Единый государственный реестр объектов культурного наследия (памятников истории и культуры) народов Российской Федерации.
В 2010 году Министерство связи России выпустило ХМК — «Ульяновская область. с. Лебяжье. Храм Рождества Христова».

## Святыни и реликвии
Сейчас в церкви — три больших иконостаса, на плафоне — старинные отреставрированные фрески. Одна из святынь — древняя иерусалимская икона «Успение Пресвятой Богородицы».

## Духовенство
- На 1842 год в церкви служили: священник Николай Алексеев, дьячок Василий Алексеев, дъячок Егор Андреев, дъячок Фёдор Семенов, пономарь Андрей Миронов[6];
- протоирей Иоанн Нестерович Подфедько († 1989—2000)[7][8];
- иерей Дионисий (на 2008)[9][10];
- священноинок Димитрий (Ипатов) (на 2023)[8];

## Престольные праздники
- Рождество Христово — 7 января

## Галерея

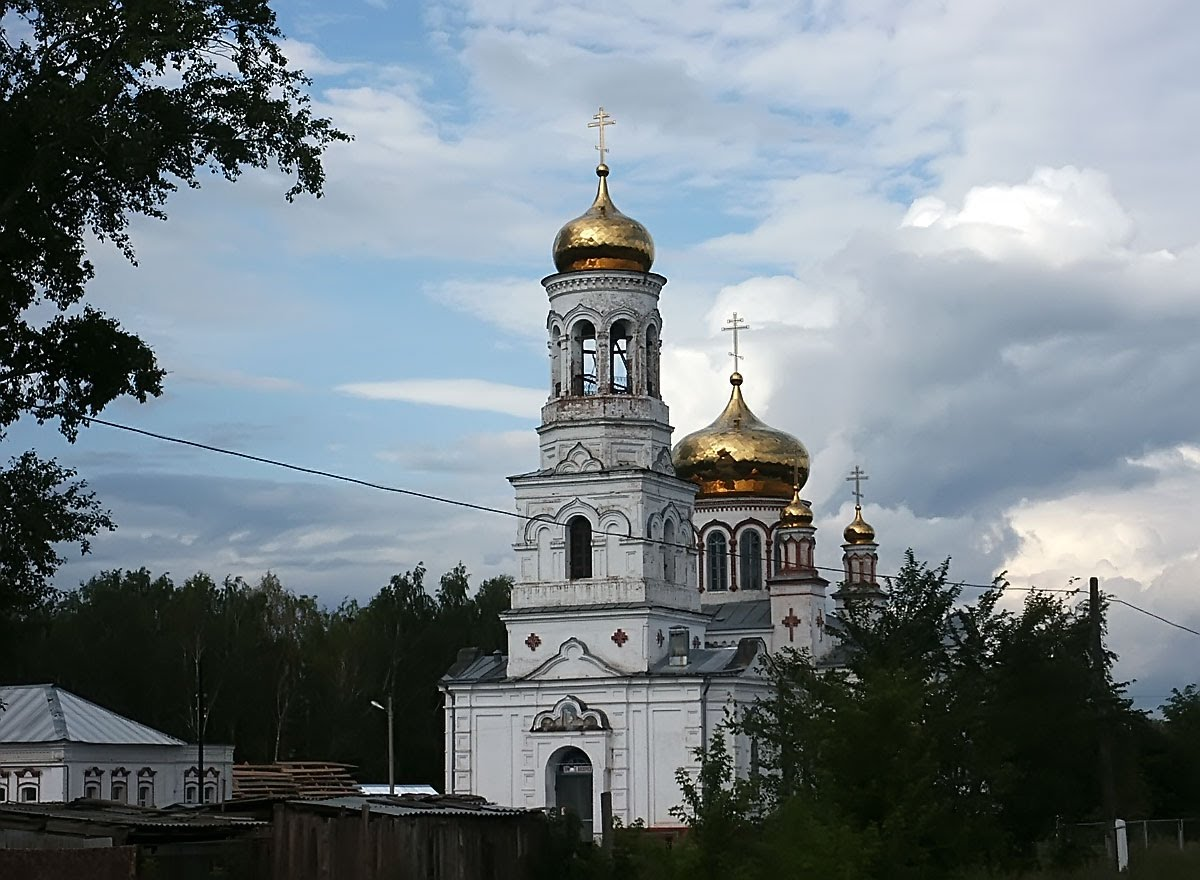
Храм в Лебяжьем
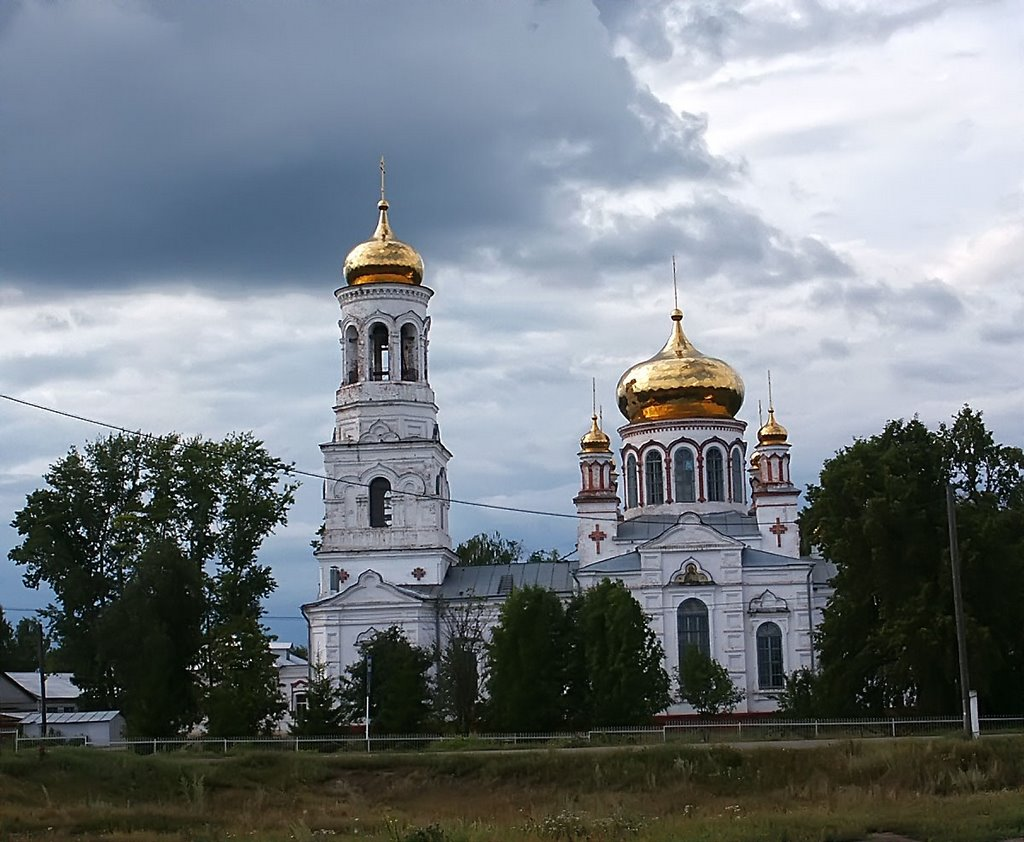
Храм в Лебяжьем
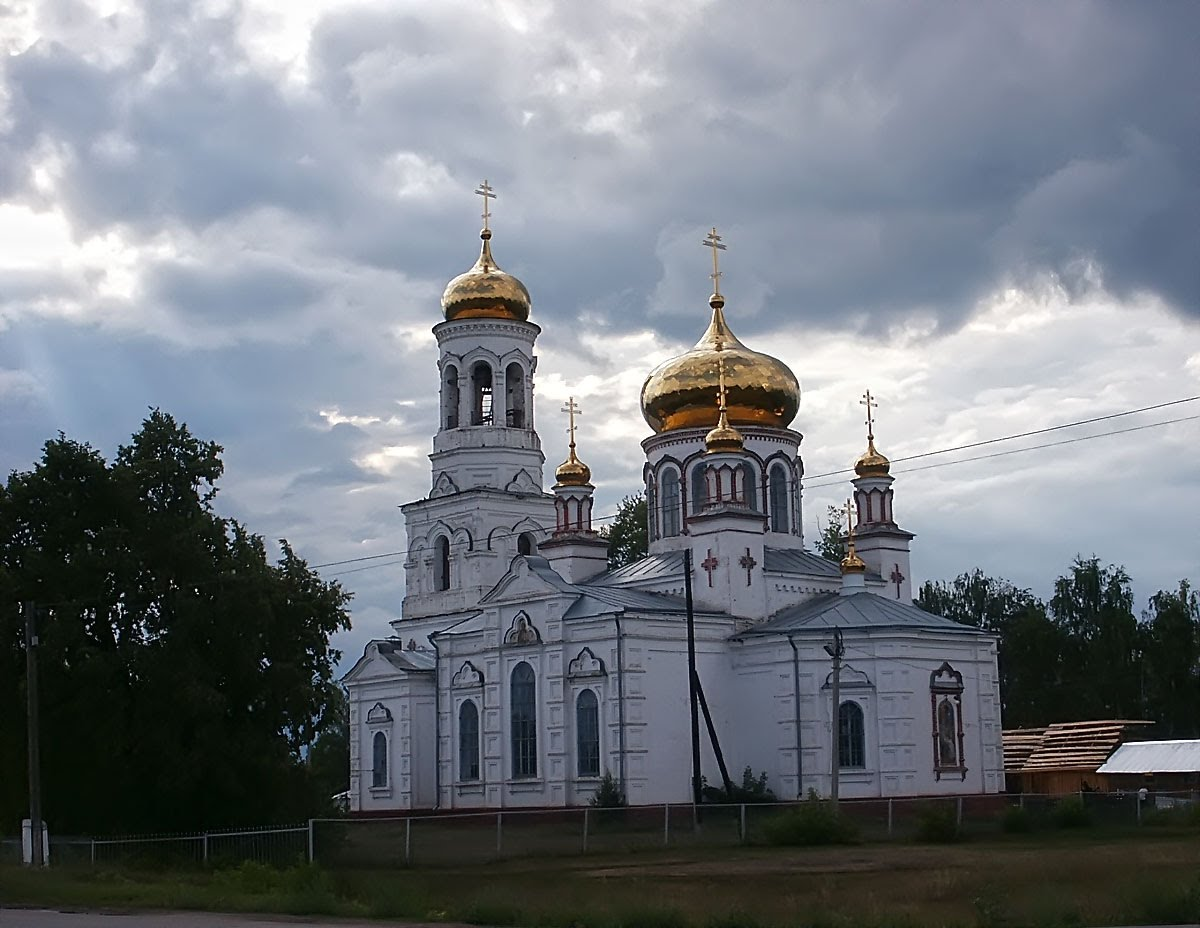
Храм в Лебяжьем